# 戸田極子
戸田 極子（とだ きわこ、1858年1月9日（安政4年11月25日） - 1936年（昭和11年）3月11日）は、日本の華族。岩倉具視公爵令嬢。戸田氏共伯爵夫人。
優雅な物腰と美貌から陸奥亮子と共に「鹿鳴館の華」といわれた。

## 生涯
安政4年11月25日（1858年1月9日）、岩倉具視の三女として京都に生まれる。母は側室で、後に正妻（継室）となった槇子（まきの方）。具視にとりわけ深く愛されたという母・槇子は美しい女性で、極子も母譲りの美貌に成長した。
明治3年（1870年）12月、美濃国大垣藩知事・戸田氏共と婚約。翌明治4年（1871年）2月、東京で結婚式を挙げた。極子は数えで14歳、氏共は17歳であった。氏共は洋学を志し大学南校に在学していており、結婚直後にアメリカ留学の許可を得た。氏共は同年4月に日本を発ち、以後アメリカの他5か国、5年間に及んで留学した。新妻の極子は実家の岩倉邸に帰り、琴や華道、茶道などの諸芸に励み、また英語やダンスを学んだ。なお、この頃に極子の実兄達もアメリカに留学している。
明治9年（1876年）、夫・氏共が帰国。明治10年（1877年）に長女孝子、明治12年（1879年）に二女米子、明治14年（1881年）に三女幸子と3人の娘をもうけた。極子は評判の美女であったのみならず、早くから教育を受けたため英語とダンスに堪能であり、外国人たちとも物怖じせず交わることが出来る女性であった。このため、明治10年代後半の鹿鳴館時代において、陸奥亮子と共に「鹿鳴館の華」と呼ばれた。
明治20年（1887年）4月22日、首相の伊藤博文が官邸で開催した仮装舞踏会に出席、夫・氏共は太田道灌に、極子は山吹を捧げる賤女に扮した。この後しばらくして、伊藤博文が極子に関係を迫ったとの醜聞が新聞で報道された。
同年10月8日、夫・氏共はオーストリア＝ハンガリー全権公使に任命され、一家でオーストリアのウィーンに移った。このウィーン滞在中、作曲家のブラームスとも交流し、ブラームスは極子が直に弾く筝曲を聴いたのではないかといわれている。明治23年（1890年）に日本に帰国した。
晩年、家を継いだ二女・米子が早世したため、孫を引き取って養育した。
昭和11年（1936年）3月11日、氏共の死から1ヶ月経たないうちに中風のため死去。

## 家族
- 父：岩倉具視（公爵）
- 母：岩倉槇子（岩倉公爵夫人）
- 夫：戸田氏共（伯爵）
- 長女：孝子（細川護成侯爵夫人）
- 次女：米子（戸田氏秀伯爵夫人）
- 三女：幸子（松平直平子爵夫人）
- 五女：富子（戸田氏秀伯爵夫人）

## 伝記
- 萩谷由喜子『ウィーンに六段の調～戸田極子とブラームス』中央公論新社、令和3年（2021年）6月

初の本格評伝、波瀾の生涯と音楽的業績を明らかにし、伊藤博文とのスキャンダルの真相も解明した。遠い後裔が、ウィーンフィルのメンバーとして活躍しているエピソードも紹介している。